# Karafuto prefektúra
A Karafuto prefektúra (樺太庁; Hepburn: Karafuto-chō), ismertebb nevén Dél-Szahalin egy japán közigazgatási egység volt Szahalin szigetének területén 1907 és 1945 között. Az orosz–japán háborút lezáró 1905-ös portsmouth-i békeszerződés az 50. szélességi fok mentén osztotta ketté a szigetet, amelynek déli része japán gyarmat lett. 1907-ben hozták létre a prefektúrát, amelynek első központja Ótomari (大泊; Hepburn: Ōtomari; ma Korszakov) volt, később pedig Tojohara (豊原; Hepburn: Toyohara; ma Juzsno-Szahalinszk) lett. A második világháborúban elszenvedett vereség után a területen megszűnt a japán közigazgatás, és 1951 óta Oroszország része.

## Történelem
Már az Edo-korban éltek japánok Szahalin szigetén. Ótomarit 1679-ben alapították, és a Macumae család térképészei Kita-Ezo néven jelölték. Mamija Rinzó japán térképész és felfedező a Mamija-szoros 1809-es felfedezésével bizonyította, hogy szigetről van szó. Az Edo-bakufu egyoldalúan területének nyilvánította Szahalint 1845-ben, azonban az Orosz Birodalom ezt figyelmen kívül hagyta.
Az 1855-ös simodai egyezmény elismerte mindkét fél jogát a sziget elfoglalására, azonban nem állapított meg határvonalat. Az 1870-es évekre, ahogy a sziget egyre inkább lakottá vált, ez növekvő súrlódásokat okozott a telepesek között. A sógunátus nem tudott egyezségre jutni az egész sziget megvásárlásáról, az új Meidzsi adminisztráció pedig képtelen volt tárgyalni annak felosztásáról.
Az 1875-ös szentpétervári egyezményben Japán feladta követelését a szigetre, a Kuril-szigetek birtoklásának elismerésért cserébe. 1904-ben az orosz–japán háború végén a japánok elfoglalták a szigetet, azonban a portsmouth-i békeszerződésben csak Szahalin déli része került végleg japán fennhatóság alá. Az 50. szélességi foktól északra lévő terület Oroszországé maradt, ám a japánok jelentős gazdasági előnyöket szereztek itt, mint például halászati- és bányászati jog.
1907-ben létrehozták a Karafuto prefektúrát, amelynek első központja Ótomari lett, majd 1908-tól Tojohara.
A nyikolajevszki mészárlást követően Japán megszállta Szahalin északi részét, és csak a Szovjetunióval való 1925-ös diplomáciai kapcsolatfelvétel után adta azt vissza. 1920-ban Karafuto hivatalosan is Japán külső területe lett, amelynek köszönhetően igazgatása és fejlesztése a Gyarmatügyi Minisztériumhoz került. 1942-ben belső területté nyilvánították a prefektúrát, amely Japán szerves részévé tette azt.

### Fordítás
Ez a szócikk részben vagy egészben  a   Karafuto Prefecture című angol Wikipédia-szócikk ezen változatának fordításán alapul.  Az eredeti cikk szerkesztőit annak laptörténete sorolja fel. Ez a jelzés csupán a megfogalmazás eredetét és a szerzői jogokat jelzi, nem szolgál a cikkben szereplő információk forrásmegjelöléseként.